# Expérience africaine
Pour plus de détails, voir Fiche technique et Distribution.
Expérience africaine est un documentaire français réalisé par Laurent Chevallier, sorti en 2009.

## Synopsis
Six adolescents de l'école de jazz de Marciac vont en voyage à Conakry.

## Fiche technique
- Titre : Expérience africaine
- Réalisation : Laurent Chevallier
- Photographie : Laurent Chevallier
- Montage : Matthieu Augustin
- Production : Stéphane Millière (producteur délégué), Laurent Baujard (producteur exécutif)
- Société de production : Gedeon programmes
- Durée : 85 minutes
- Pays :  France
- Société de distribution :  France : Hevadis Films
- Date de sortie :  France : 25 mars 2009